# تهروجترمبلم
تهروجترمبلم (بالأنجليزية: Thiruchitrambalam) هو فيلم درامي رومانسي موسيقي من إنتاج هندي باللغة التاميلية تحديدا. صدر عام 2022 من تأليف وإخراج ميثران جاواهر. ومن إنتاج كالانيثي ماران تحت شركة صور الشمس. الفيلم ببطولة دانوش في دور الفخر ونيثيا مينين مع راشي كانا وبريا بهافاني شانكار وبهاراثيراجا وبراكاش راج في الأدوار الاضافية. وقد كانت موسيقى الفيلم من تأليف أنيرود رافيشاندر، التصوير السينمائي لأوم براكاش وتحرير براسانا جي كي.
وقد تم الإعلان عن عنوان الفيلم في 5 أغسطس 2021، كما ان التصوير الفوتوغرافي للفيلم بدأ بحفل بوجا في تشيناي. تم الانتهاء من التصوير في أوائل أكتوبر 2021. بدأت أعمال ما بعد الإنتاج للفيلم في 14 فبراير 2022.
تم إصدار فيلم تهروجترمبلم على المسرح في 18 أغسطس 2022، حصل العرض على مراجعات إيجابية والنقد البناء مع الثناء والتركيز على أداء الممثلين والموسيقى. حقق الفيلم نجاحًا نقديًا وتجاريًا في شباك التذاكر.

## الحبكة
يتتبع فيلم فتهروجترمبلم حياة سائق توصيل يدعى بازهام، يعيش مع والده المفتش الصارم نيلاكاندان وجده السيد بازهام. توفيت والدته وشقيقته في حادث بسبب إهمال والده. , وكان بازهام يشارك مشاعرة مع صديقه المقرب وابن عمه. بينما ينتقل بازهام في حياته، ينتهي به الأمر في حب صديقة الطفولة أنوشا، لكنها كانت ترفضه دائمًا لأنها تنظر له على انه صديق مقرب على الرغم من المرات العديدة التي غازلتة فيها، بعدها يتصالح الابن مع والدة، ثم يغادر بازهام إلى قرية والدته لحضور حفل زفاف، ويلتقي هناك برانجاني.
ولقد قامت رانجاني برفضه بشكل غير مباشر، مما جعل بازهام يشعر بالحزن. في طريق عودته للمنزل، بقي بازهام يتحدث مع جده عن سوء حظه في الحب. ثم يقوم جدة بأخبارة بأن يحب شوبانا. وفي ذلك اليوم، نظر الابن بازهام إلى شوبانا بطريقة مختلفة تماما، وبدأ في الإعجاب بها. ثميقوم بازهام بطلب الزواج من شوبانا، لكنها تقول له أن ينسى ما قاله ولا يفكر في هذا الأمر. فأنكسر قلبه بعد ما سمع كلامها، ثم بدأ بازهام بالأبتعاد عنها يلا يتحدث معها أو يقابلها. تقرر شوبانا المغادرة إلى كندا وتطلب من بازهام ان يقابلها في المطار. في طريقه إلى هناك، قامت الشرطة بأيقاف سيارة بازهام. ولقد اقلعت طائرة شوبانا بالفعل. شعر بازهام بالاكتئاب بسبب ضياع فرصته لرؤية شوبانا.
قام شقيق شوبانا بالقاء جميع رسائل الحب والهدايا التي حصلت عليها شقيقتة من بازهام. بعد مدة، قام بازهام بالأتصال بشوبانا، وقالت له شوبانا بأنها كرهت حياتها في كندا وتريد العودة إلى الهند، ثم يقول لها في الهاتف ان تستدير إلى الخلف، فتنصدم بأنه خلفها، ثم اعترف بازهام بحبه الشديد بها، ثم يجتمعان مع بعضهما ليتزوجان ويعيشان حياتهما مع بعض.

## الممثلون والشخصيات
- دانوش بطل الفلم بدور الأبن بازهام، أعز صديق لشوبانا وحبها الحقيقي وزوجها[7]
- نيثيا مينين بدور شوبانا، اعز صديقة لدانوش وحبه الحقيقي وزوجته
- راشي كانا بدور أنوشا، حب بازهام الأول وصديقتة منذ الطفولة[8]
- بريا بهافاني شانكار بدور رانجاني، حب بازهام الثاني في قرية والدتة[9]

## روابط خارجية
- تهروجترمبلم في IMDb